# Mosquero (Új-Mexikó)
Mosquero település az Amerikai Egyesült Államok Új-Mexikó államában, Harding megyében, melynek megyeszékhelye is. Lakosainak száma 98 fő (2020. április 1.).

## Népesség
A település népességének változása:
| Lakosok száma | 120  | 93   | 98   |
|               | 2000 | 2010 | 2020 |